# Nephelochloa orientalis
Nephelochloa es un género monotípico de plantas herbáceas perteneciente a la familia de las poáceas. Su única especie: Nephelochloa orientalis, es originaria del oeste de  Asia.

## Descripción
Es una planta anual con culmos herbáceos. Las hojas no auriculadas. Láminas de las hojas sin nervadura transversal. Lígula una membrana no truncada de 3-4 mm de largo. Plantas bisexuales, con espiguillas bisexuales; con flores hermafroditas. Las espiguillas todas iguales en la sexualidad. Inflorescencia paniculada (con muchas ramas delgadas en cada nodo) ; abierta (las ramillas basales estériles) ; espatatulada; no comprende inflorescencias parciales y de los órganos foliares. La espiguilla fértil con eje persistente. Espiguillas femeninas  fértiles de 3-3,3 mm de largo ; comprimidas lateralmente, desarticulándose por encima de las glumas; desarticulando entre los floretes. La raquilla se prolonga más allá del florete femenino fértil superior; peluda (debajo de las espiguillas) con callo peludo presente.

## Taxonomía
Nephelochloa orientalis fue descrita por Pierre Edmond Boissier y publicado en Diagnoses Plantarum Orientalium Novarum, ser. 1, 1(5): 72. 1844.
Sinonimia
- Poa cilicensis Hance	[3][4]